# Rock Support Interaction
Rock Support Interaction, al español, "Interacción roca-soporte", denominado también "Curvas de confinamiento-convergencia", es un modelo teórico, que nos ayuda a comprender como interactúa el soporte (sostenimiento) instalado y el masa rocosa, si bien este modelo matemático no es determinante, ayuda para seleccionar el soporte adecuado. Este método es utilizado en excavaciones subterráneas.

## Análisis de la interacción Roca - Soporte

### Suposiciones básicas
- Geometría del túnel: En el análisis se considera un túnel circular de radio inicial ri. El largo del túnel es tal que el problema puede ser tratado como bidimensional.
- Campo de esfuerzos in situ: Los esfuerzos horizontal y vertical in situ se suponen iguales, con una magnitud Po.
- Presión de soporte: El soporte instalado se supone que ejerce una presión de soporte radial uniforme Pi sobre la pared del túnel.
- Propiedades del macizo rocoso original: Se supone que el macizo rocoso original es lineal-elástico y se caracteriza por el módulo de Young E y una relación de Poisson v. Las características de rutura de este material se definen por la ecuación.

{\displaystyle \sigma _{1}=\sigma _{3}+(m\sigma _{c}\sigma _{3}+s\sigma _{c}^{2})^{1/2}\!}

- Propiedades del material del macizo fracturado: Se supone que el macizo fracturado que rodea el túnel es perfectamente plástico y satisface el criterio de rutura siguiente:

{\displaystyle \sigma _{1}=\sigma _{3}+(m\sigma _{c}\sigma _{3}+s\sigma _{c}^{2})^{1/2}\!}

- Deformaciones volumétricas: Estas son dominadas por las constantes elásticas {\displaystyle E\!} y {\displaystyle \upsilon \!} en la zona elástica. Al debilitarse, la roca se dilatará (aumentará en volumen) y se calculan las deformaciones por la regla del flujo de la teoría de plasticidad.
- Comportamiento en relación al tiempo: Se supone que tanto el macizo original y el fracturado no están afectados por el tiempo.
- Alcance de la zona plástica: Se supone que la zona plástica se extiende hasta un radio {\displaystyle r_{e}} que depende del esfuerzo in situ {\displaystyle p_{o}}, de la presión de soporte {\displaystyle p_{i}} y de las características del material elástico y del fracturado.
- Simetría radial: Se supone que en todos sus detalles geométricos y parámetros físicos es simétrico alrededor del eje del túnel.

Si se considerara el peso muerto de la roca fracturada en la parte superior perdería la simplificación de la simetría. Este peso muerto es considerado al final.

### Análisis de soporte disponible

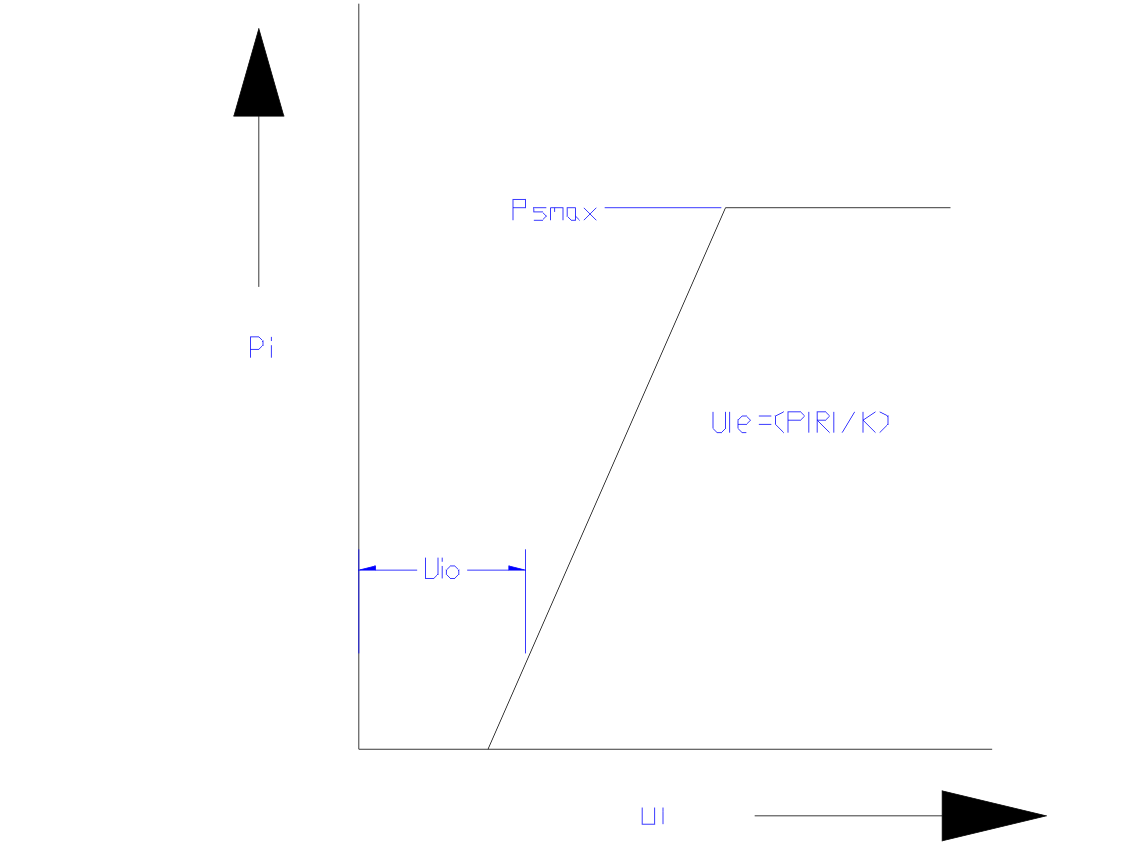
Curva del soporte instalado disponible.

Generalmente se instala el soporte después que haya presentado cierta convergencia en el túnel. Esta convergencia inicial se denotará por {\displaystyle u_{io}}.

{\displaystyle p_{i}=ku_{ie}/r_{i}\!}

- {\displaystyle k}: Es la rigidez del soporte instalado.
- {\displaystyle p_{i}}: La presión de soporte radial.
- {\displaystyle u_{ie}}: Es la parte elástica de la deformación total {\displaystyle u_{i}}.

Esta ecuación será aplicable hasta que en algún momento se alcance la resistencia del soporte instalado.
- Para el caso de concreto o concreto lanzado, de marcos de acero o de anclas o cables cementados, se supondrá que el debilitamiento plástico del soporte se presenta en ese punto y que la posterior deformación ocurrirá a una presión de soporte constante como se observa en el gráfico.
- En el caso de las anclas mecánicamente fijadas, sin cementar, cambia súbitamente luego de superar {\displaystyle Psmax} pudiendo tener consecuencias imprevisibles.

## Soporte disponible de los elementos de sostenimiento

### Para revestimiento de concreto o concreto lanzado

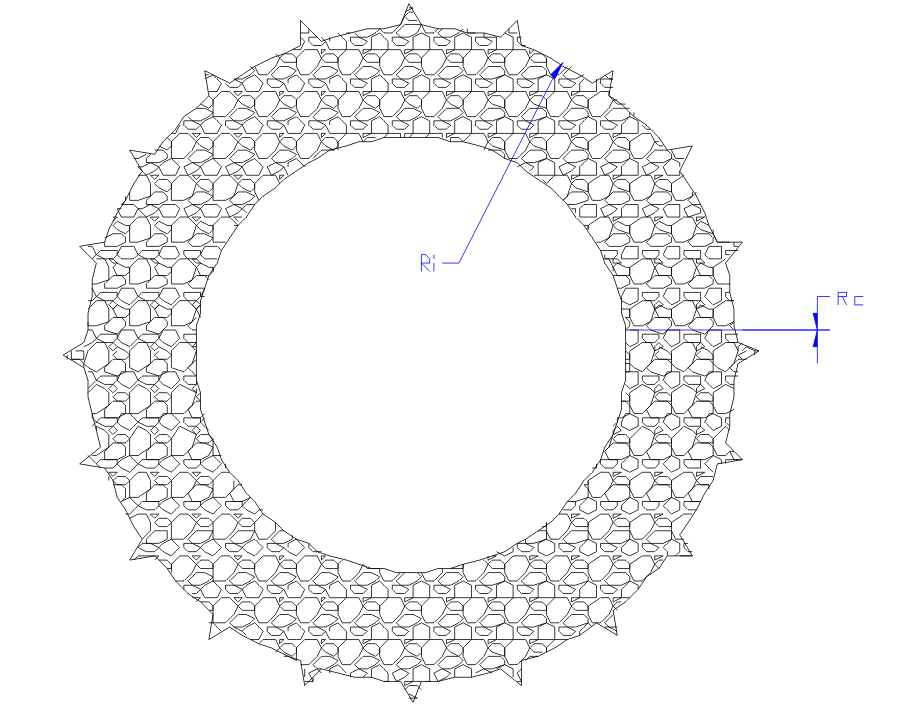
Anillo cerrado de concreto lanzado.

En el túnel de radio {\displaystyle r_{i}} se coloca un revestimiento de concreto in situ o de concreto lanzado

{\displaystyle k_{c}={\frac {E_{c}\{r_{i}^{2}-(r_{i}-t_{c})^{2}\}}{(1+\upsilon _{c})\{(1-2\upsilon _{c})r_{i}^{2}+(r_{i}-t_{c})^{2}\}}}\!}

{\displaystyle P_{scmax}=1/2\sigma _{cconc}{\Bigg [}1-{\frac {(r_{i}-t_{c})^{2}}{r_{i}^{2}}}{\Bigg ]}\!}

Donde:
- {\displaystyle E_{c}}: el módulo de elasticidad del concreto.
- {\displaystyle \upsilon _{c}}: la relación de poisson del concreto.
- {\displaystyle r_{i}}: el radio del túnel.
- {\displaystyle t_{c}}: el espesor del concreto o del concreto lanzado.
- {\displaystyle \sigma _{cconc}}: Resistencia a la compresión uniaxial del concreto o concreto lanzado

No se toma en cuenta de influencia de un refuerzo ligero en el revestimiento como mallas de acero o varillas delgadas, estas no aumentan notablemente la rigidez.
Se considera que es un revestimiento de concreto o concreto lanzado permeable, ya que de no ser así se tendría que considerar la presión inducida por el agua.

### Para marcos de acero
{\displaystyle {\frac {1}{k_{s}}}={\frac {Sr_{i}}{E_{s}A_{s}}}+{\frac {Sr_{i}^{2}}{E_{s}I_{s}}}{\Bigg [}{\frac {\theta (\theta +\sin \theta \cos \theta )}{2\sin ^{2}\theta }}-1{\Bigg ]}+{\frac {2S\theta t_{B}}{E_{B}W^{2}}}}

{\displaystyle P_{ssmax}={\frac {3A_{s}I_{s}\sigma _{ys}}{2Sr_{i}\theta [3I_{s}+XA_{s}\{r_{i}-(t_{B}+1/2X)\}(1-\cos \theta )]}}}

Donde:
- {\displaystyle r_{i}}: radio del túnel.
- {\displaystyle S}: espaciamiento entre marcos a lo largo del túnel.
- {\displaystyle \theta }: medio ángulo entre dos puntos de retaque.
- {\displaystyle W}: ancho del patín del marco.
- {\displaystyle A_{s}}: área de la sección transversal del acero.
- {\displaystyle I_{s}}: momento de inercia del acero.
- {\displaystyle E_{s}}: módulo de Young del acero.
- {\displaystyle t_{B}}: espesor del taco(calza)
- {\displaystyle E_{B}}: módulo de elasticidad del material de los tacos.
- {\displaystyle \sigma {ys}}: la resistencia a la ductilidad del acero.
- {\displaystyle X}: el peralte total del marco.

### Para anclas sin cementar
{\displaystyle {\frac {1}{k}}_{b}={\frac {s_{c}s_{l}}{r_{i}}}{\Bigg [}{\frac {4I}{\pi d_{b}^{2}E_{b}}}+Q{\Bigg ]}}

{\displaystyle P_{sbmax}={\frac {T_{bf}}{s_{c}s_{l}}}}

Donde:
- {\displaystyle s_{c}} : es el espacio entre anclas en el sentido de la circunferencia.
- {\displaystyle s_{l}} : es el espacio longitudinal entre anclas.
- {\displaystyle T_{bf}} : es la resistencia final del sistema de anclas medida con ensayos de adherencia en un macizo similar para el cual se diseñó el sistema.

## Sistema de sostenimiento combinado
{\displaystyle K^{'}=K_{1}+K_{2}\!}

{\displaystyle u_{i}=u_{o}+{\frac {p_{i}r_{i}}{K^{'}}}\!}

Donde:
- {\displaystyle K_{1}} : rigidez del primer sistema
- {\displaystyle K_{2}} : rigidez del segundo sistema